# Santa Margarida (São Caetano)
Santa Margarida é uma localidade portuguesa da freguesia da São Caetano, concelho da Madalena do Pico, ilha do Pico, arquipélago dos Açores. 